# Pollack Mihály tér
A Pollack Mihály tér közterület Budapest VIII. kerületében, a Józsefvárosban. Nevét Pollack Mihály építészről kapta, akinek fő műve, a Magyar Nemzeti Múzeum a tér nyugati oldalán emelkedik.
A teret az 1950-es években nevezték el Pollackról, korábban ez a szakasz csupán az Ötpacsirta utca Múzeum utcától a Bródy Sándor utcáig tartó kiszélesedő része volt. Az utcát hívták még Puskin illetve 1874-től Esterházy utcának is.
A tér ma a kerület Palotanegyednek nevezett városrészének része. Építése idején a Magyar Nemzeti Múzeum körül még csak gyümölcsösök, legelők léteztek, az épület adott presztízst a környéknek, ahol – mivel a korabeli Országgyűlés a múzeumban ülésezett – sorra épültek a főúri paloták.
A tér több épülete is műemléki védelmet kapott az idők folyamán:
- 3. szám: Károlyi-palota. Egyemeletes, kora eklektikus épület. Ybl Miklós tervezte Károlyi Lajos számára. 1945-ben teljesen kiégett, helyreállítása 1972-ben történt meg.
- 8. szám: Esterházy-palota. Egyemeletes, eklektikus épület, melyet Baumgarten Lajos tervezett 1865-ben. 1946 és 1949 között köztársasági elnöki palota volt. Később a Magyar Rádió működött benne.
- 10. szám: Festetics-palota. Egyemeletes, kora eklektikus sarokház, melyet Ybl Miklós tervezett 1862-ben Festetics György számára. Ma az Andrássy Egyetem épülete.

1858 és 1945 között a téren állt még a Nemzeti Lovarda épülete is. A 2000-es évek elején mélygarázs létesült a tér és részben a múzeum alatt, aminek üzemeltetője a Magyar Nemzet Múzeum. A térről 4 bejárat van a Múzeumkertbe, de a múzeum főbejárata az épület túloldalán, a Múzeum körút felől található.